# Muishamsters
Muishamsters (familie Calomyscidae; geslacht Calomyscus) zijn een familie van knaagdieren die voorkomt van Syrië en van Azerbeidzjan en Iran tot Turkmenistan, Afghanistan en Pakistan. Daar leven ze in rots- en woestijnachtige gebieden. Ze zijn daarnaast bekend van het Laat-Mioceen en mogelijk het Vroeg-Plioceen in Europa. Er zijn ook Vroeg-Pliocene fossielen bekend van het Griekse eiland Rhodos.

## Taxonomie
Tot het artikel van Vorontzov & Potapova (1979) werden de muishamsters meestal tot de Amerikaanse onderfamilie Sigmodontinae gerekend, als nauwe verwanten van Peromyscus, maar Vorontzov & Potapova plaatsten hen als een tribus binnen de Cricetinae. Later is er ook gesuggereerd dat Calomyscus het enige levende geslacht is dat bij de uitgestorven onderfamilie Myocricetodontinae hoort. Er schijnen ook overeenkomsten met Democricetodon te zijn. Later onderzoek weerspreekt echter beide verwantschappen. Musser & Carleton (1993) plaatsten het geslacht in een aparte onderfamilie Calomyscinae. Steppan et al. (2004), in hun fylogenetische analyse van de Muridae, toonden aan dat Calomyscus aan geen enkel ander lid van de Muroidea nauw verwant was, zodat het geslacht in een aparte familie Calomyscidae werd geplaatst. Muishamsters hebben dezelfde soort kiezen als echte hamsters, maar ze missen de wangzakken en korte staart van de echte hamsters. Omdat ze mogelijk de enige levende leden van de Cricetodontinae zijn, worden ze wel levende fossielen genoemd.

## Als huisdier
De muishamster die in Europa soms als huisdier wordt gehouden (meestal Calomys bailwardi mystax of Calomyscus bailwardi genoemd) is waarschijnlijk C. mystax of C. elburzensis (=C. firiusaensis). Deze muishamsters worden niet in dierenwinkels verkocht, maar alleen door fokkers, zodat alleen "echte" knaagdierliefhebbers ze hebben.

## Leefwijze
Van muishamsters is bekend dat ze het langste leven van alle Muroidea. In gevangenschap hebben ze 9 jaar, 3 maanden en 19 dagen geleefd, en ze zijn vaak wel vier jaar lang vruchtbaar. Dit en het feit dat ze zich langzaam voortplanten suggereert dat ze wat betreft de voortplantingsbiologie meer op eekhoorns (Sciuridae) en Hystricognathi lijken dan op andere Muroidea.

## Soorten
Hoewel alle soorten muishamsters vroeger als ondersoorten van Calomyscus bailwardi beschouwd, worden er nu zo'n tien soorten onderscheiden op basis van verschillen in grootte, chromosomen, en andere verschillen. Het is goed mogelijk dat er nog onbeschreven soorten zijn. Het geslacht omvat de volgende soorten:
- Calomyscus bailwardi (West-Iran)
- Calomyscus baluchi (West-Pakistan en Afghanistan)
- Calomyscus behzadi (West-Iran)
- Calomyscus darvishi (Zagrosgebergte in West-Iran)
- Calomyscus elburzensis (Zuidwest- en Zuid-Turkmenistan, Noord- en Noordoost-Iran en Noordwest-Afghanistan)
- Calomyscus grandis (Mount Demavend in Iran)
- Calomyscus hotsoni (Zuidoost-Iran en Zuidwest-Pakistan)
- Calomyscus kermanensis (Zuid-Iran)
- Calomyscus kiabii (Noordwest-Iran)
- Calomyscus mystax (Zuidwest-Turkmenistan)
- Calomyscus tsolovi (Zuidwest-Syrië)
- Calomyscus urartensis (Noordwest-Iran en Azerbeidzjan)